# Moiron
Moiron település Franciaországban, Jura megyében. Lakosainak száma 133 fő (2022. január 1.). Moiron Montaigu, Bornay, Macornay és Vernantois községekkel határos.

## Népesség
A település népességének változása:
| Lakosok száma | 146  | 107  | 104  | 125  | 138  | 133  | 130  | 127  | 128  | 133  |
|               | 1968 | 1982 | 1990 | 2006 | 2013 | 2015 | 2017 | 2019 | 2020 | 2022 |